# Neftenbach
Neftenbach est une commune suisse du canton de Zurich, située dans le district de Winterthour.

## Histoire
Le 1er janvier 2013, la commune a annexé le hameau d'Obere Hueb, situé auparavant sur le territoire de la commune voisine de Buch am Irchel.

Photo aérienne (1962).

## Personnalités
- Leonhard Meister (1741-1811), écrivain suisse, est né à Neftenbach.
- Manuel Akanji (né en 1995), footballeur suisse, est né à Neftenbach.